# TER 2N NG
De Z 24500/Z 26500, ook wel TER 2N NG (2N voor deux niveau ("dubbeldeks") en NG voor nouvelle generation ("Nieuwe Generatie")) genoemd, is een type dubbeldeks elektrisch treinstel met lagevloerdeel voor het personenvervoer bij verschillende TER-netwerken van de Franse regio's.
In de nomenclatuur van de SNCF bestaat de serie Z 24500-serie uit twee of drie wagons lange treinstellen, en de Z 26500-serie uit treinstellen met vier of vijf wagens.

## Beschrijving

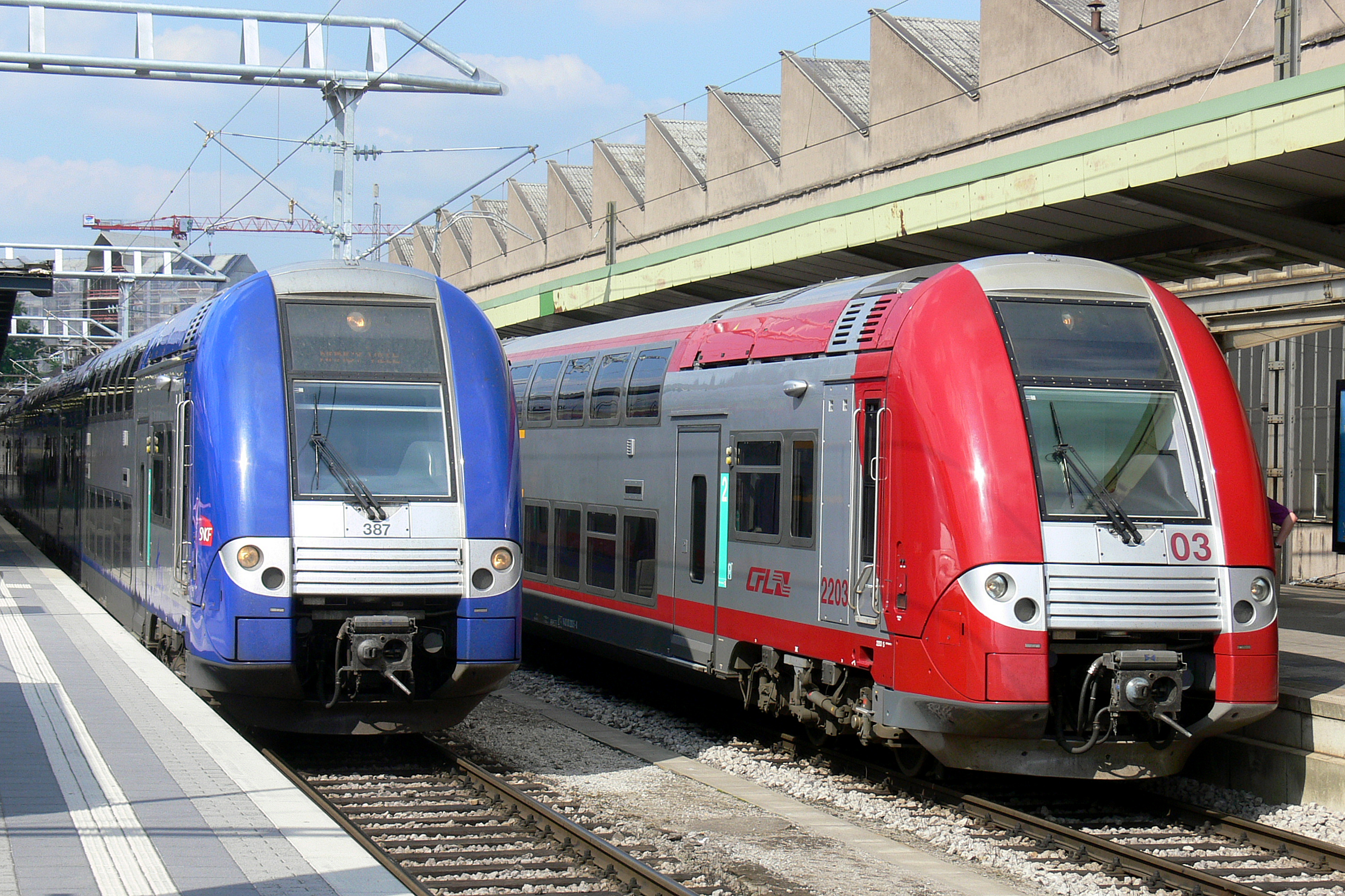
Z 24500 en CFL 2200 in station Luxemburg (Stad)

De treinstellen zijn afgeleid van de Z 23500 treinstellen, welke gebouwd waren om de grote drukte op bepaalde TER diensten op te vangen. Naast de grote reizigersaantallen was er ook de behoefte om sterk verouderd materieel (de "petit gris") te vervangen een reden om dit materieel aan te schaffen. De verschillen tussen de series is alleen het aantal wagons, verder zijn de treinen technisch gelijk: elke wagon heeft een vermogen van 850 kW, de stuurstanden zijn hetzelfde en het materieel kan koppelen tussen de verschillende series, en daarnaast ook met het Z 23500 materieel. Ze zijn geschikt voor drukke intercitydiensten alsmede voor plattelandsdiensten met veel tussenstops en hebben een maximumsnelheid van 160 km/h. De treinstellen van de CFL type 2200 zijn vrijwel gelijk aan driedelige treinstellen Z 24500: Alleen de kleur van de treinen verschilt (CFL rood voor de treinen 2200 en TER blauw voor de treinen Z 24500). De trein is opgebouwd uit een aluminium frame met een frontdeel van GVK, en kan, afhankelijk van de lengte van de treinen, tot twee of drie stellen gekoppeld rijden.

## Diensten
De Z 24500 treinstellen worden op verschillende TER diensten gebruikt:
- TER Nord-Pas-de-Calais: Lille Flandres - Amiens, Lille Flandres - Rouen Rive-Droite, Lille Flandres - Valenciennes - Jeumont.
- TER Lorraine: "Sillon lorrain" (Luxemburg - Thionville - Metz - Nancy), Metz - Forbach, Nancy - Épinal - Remiremont, Metz - Bar-le-Duc
- TER Pays de la Loire: Saint-Nazaire - Nantes - Angers - Saumur - Tours), Nantes - Angers - Le Mans
- TER Rhône-Alpes: Saint-Étienne - Lyon, Lyon - Mâcon, Lyon - Grenoble - Grenoble-Universités-Gières, Rives - Voiron - Moirans - Voreppe - Grenoble - Echirolles - Grenoble-Universités-Gières, Saint-André-le-Gaz - Grenoble - Echirolles - Grenoble-Universités-Gières

De Z 26500 treinstellen worden op verschillende TER diensten gebruikt:
- TER Centre: Paris-Montparnasse - Chartres
- TER Picardie: Paris-Nord - Amiens, Paris-Nord - Saint-Quentin, Paris-Nord - Beauvais, Amiens - Lille-Flandres
- TER Provence-Alpes-Côte d'Azur: Grasse - Cannes - Nice - Vintimille, Marseille - Nice
- TER Haute-Normandie: Paris Saint-Lazare - Mantes-la-Jolie - Vernon - Gaillon-Aubevoye - Val-de-Reuil - Oissel - Rouen-Rive-Droite

## Bestickeringen
Er bestaan verschillende bestickeringen voor dit type trein:

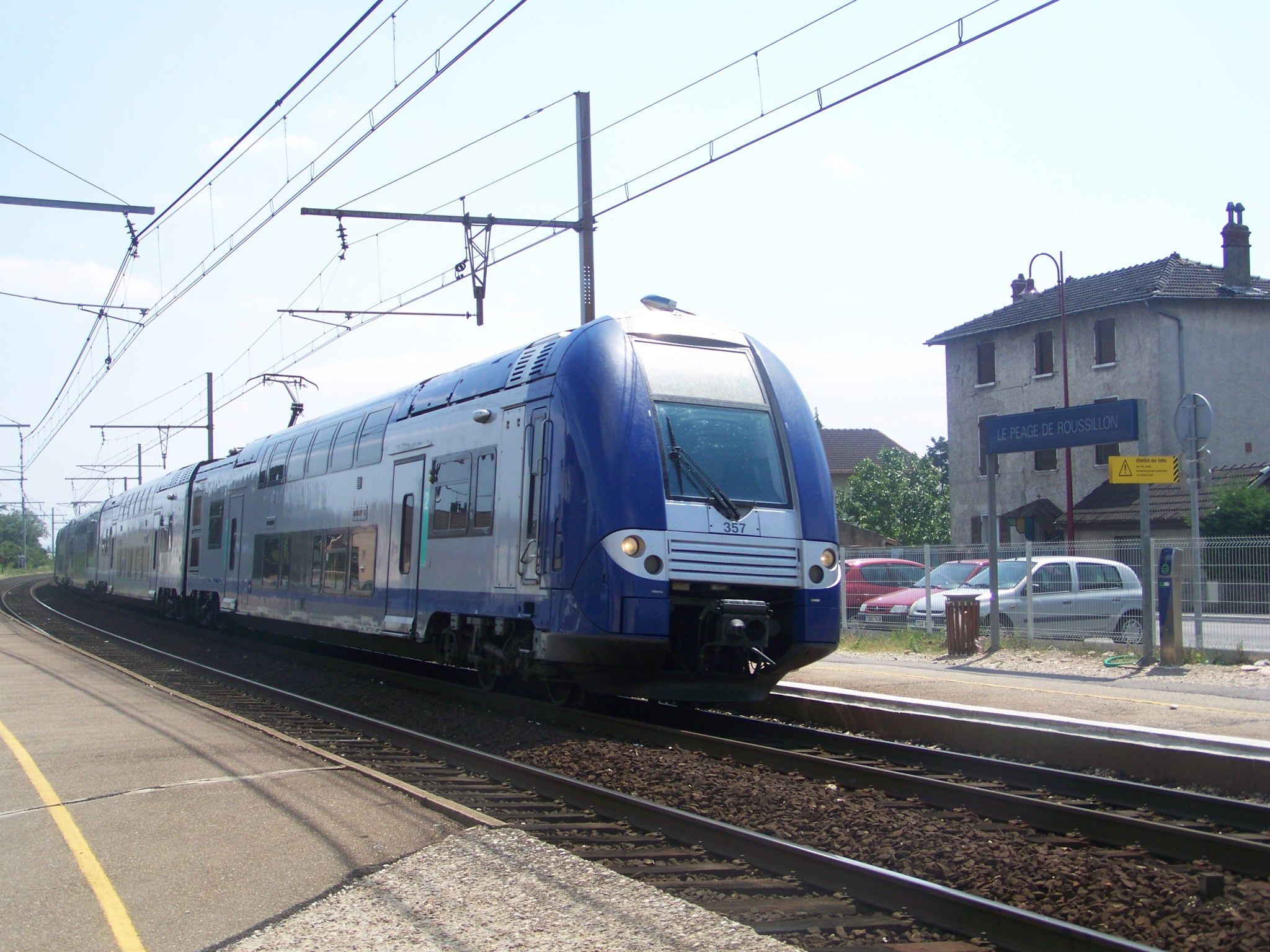
De gewone kleurstelling
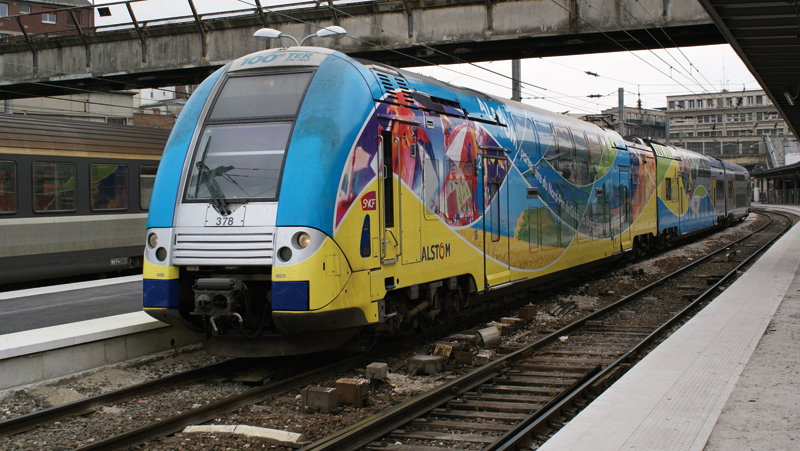
Treinstel Z 24655/656 draagt de kleurstelling «100ème rame TER 2N NG» (100e treinstel TER 2N NG)
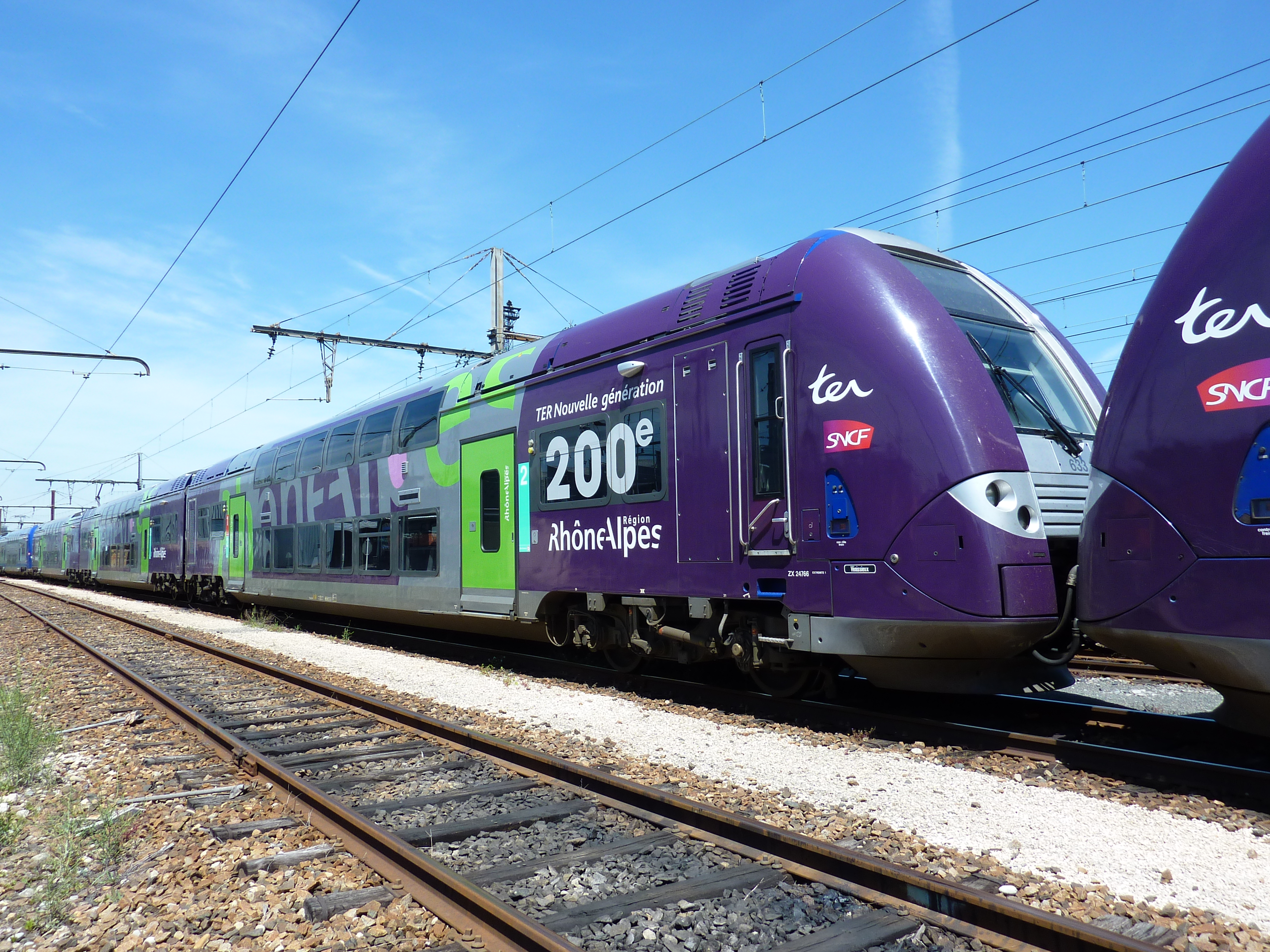
Treinstel Z 24765/766 (633) draagt de tekst "200ème rame TER 2N ng" (200e treinstel TER 2N NG), boven op de huisstijl van TER Rhône-Alpes.
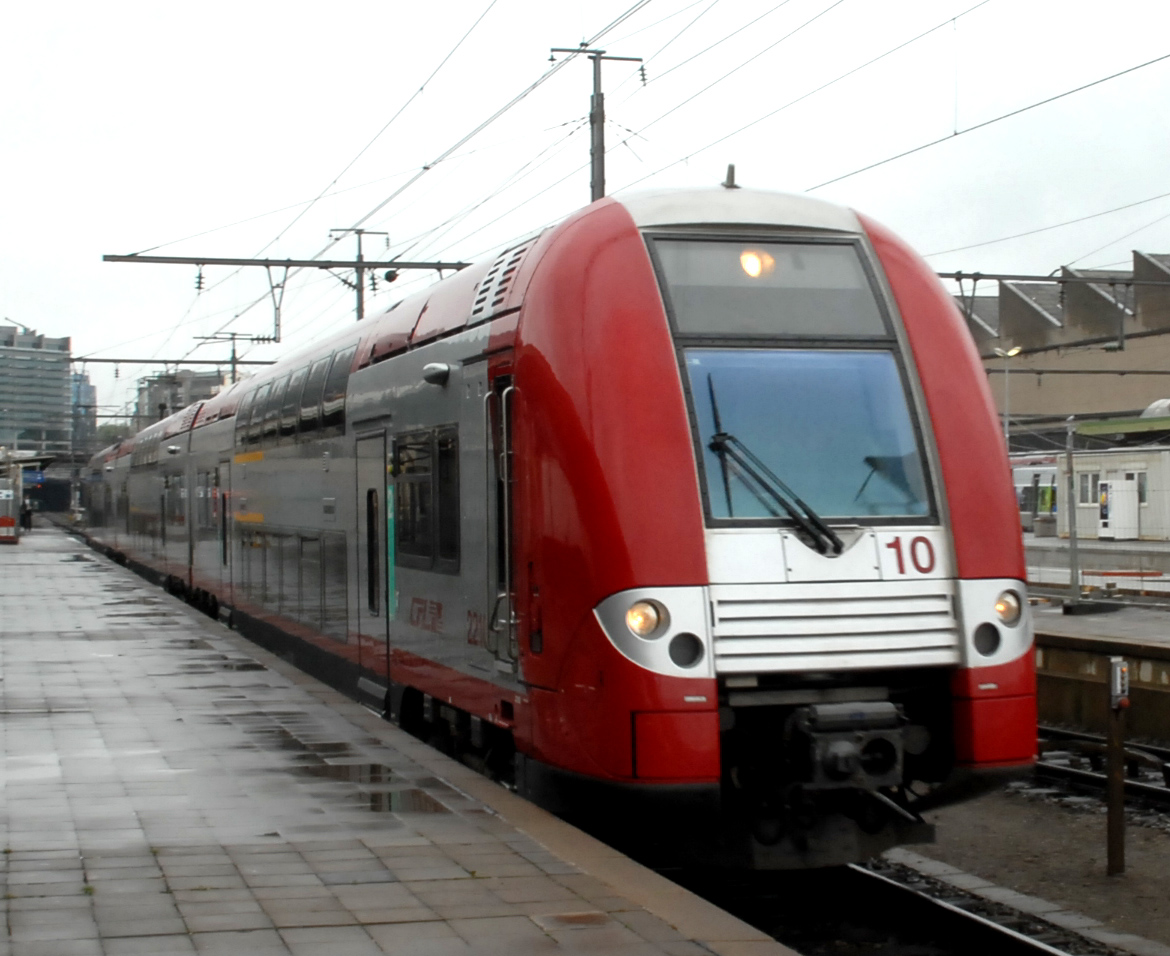
Kleurstelling van de CFL. Treinstel 2210 in Luxemburg
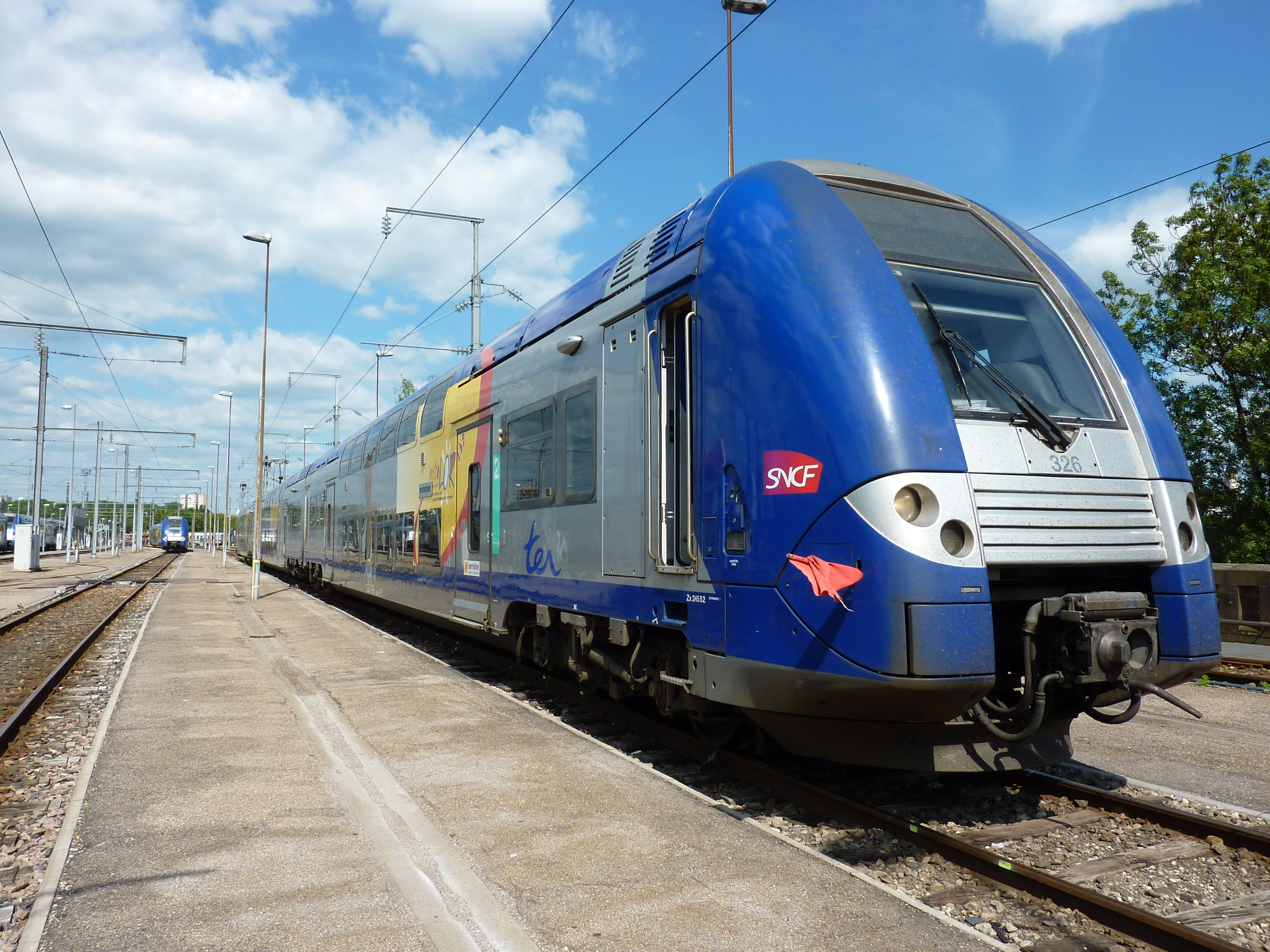
Huisstijl van de regio Lorraine, genaamd "Metrolor"
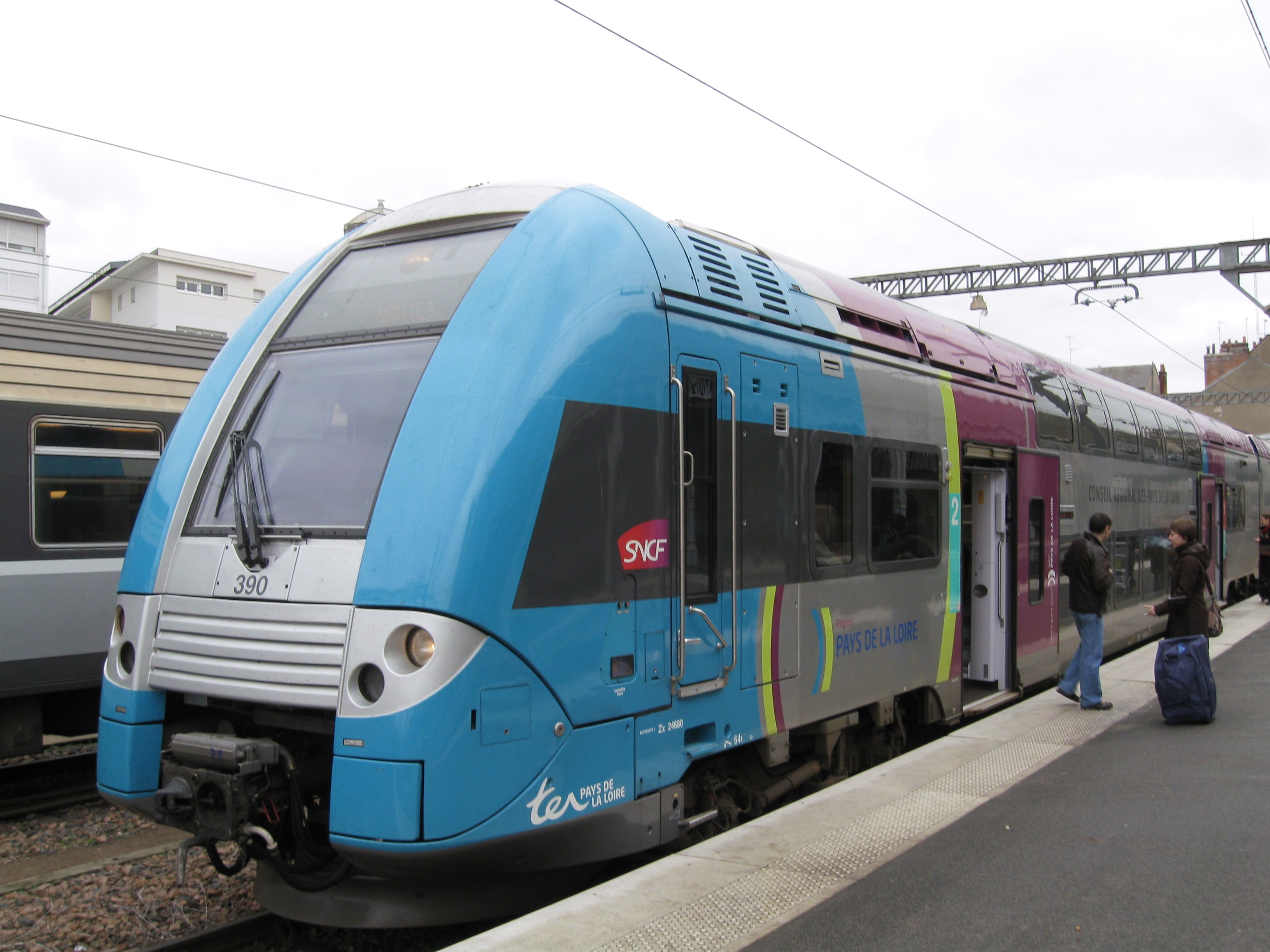
Huisstijl van de regio Pays de la Loire
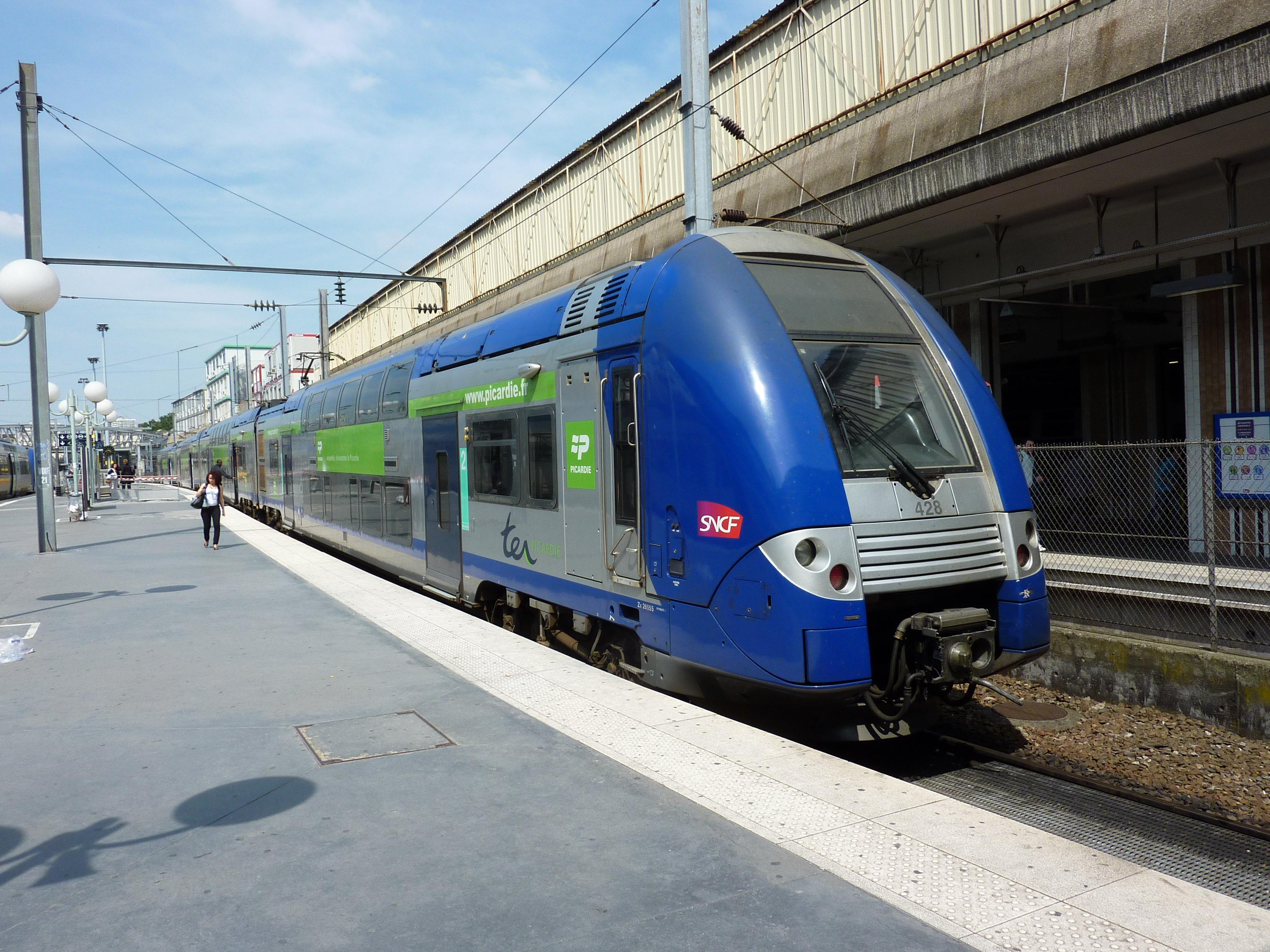
Huisstijl van de regio Picardie
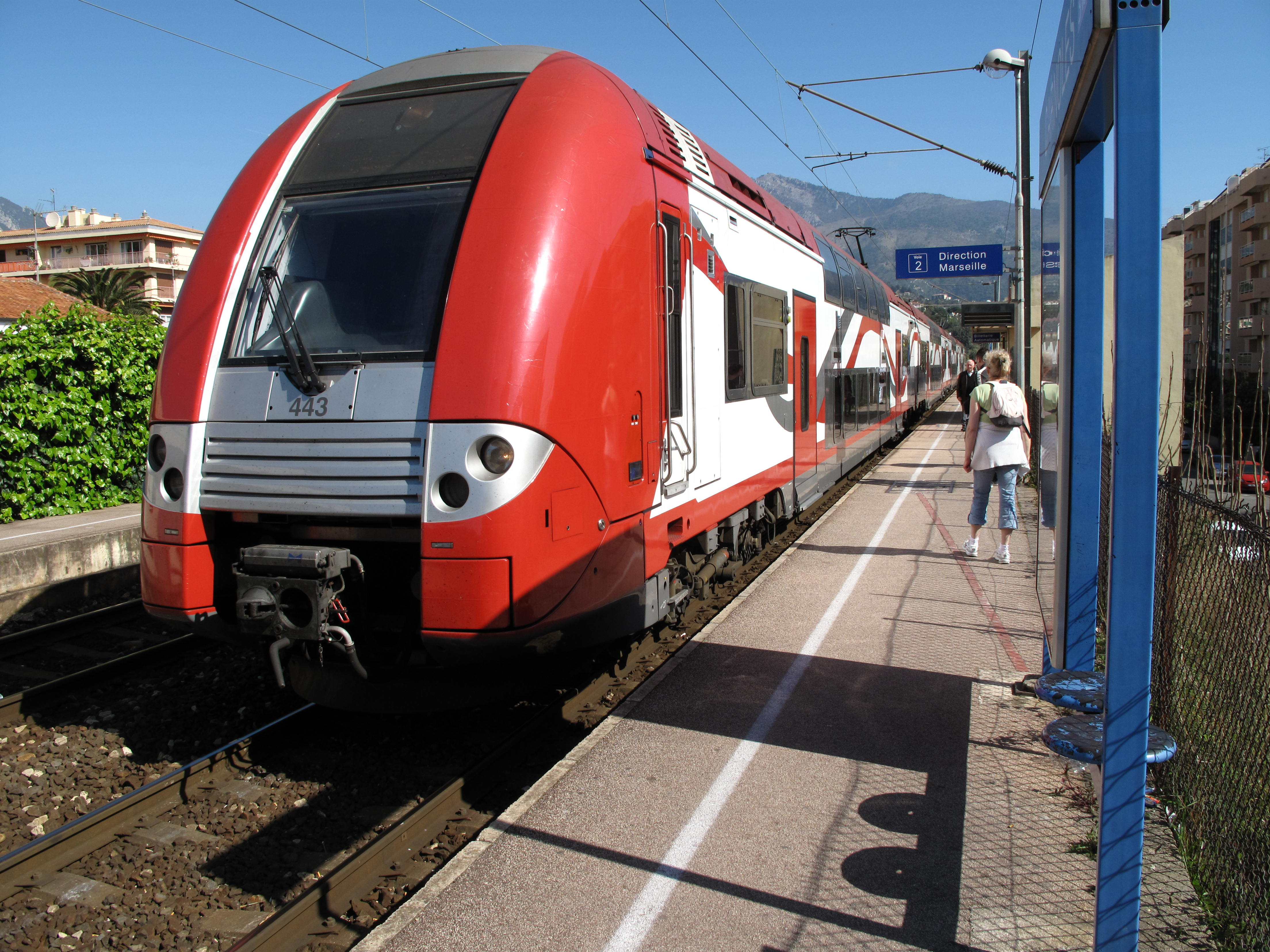
Speciale bestickering voor treinen van en naar Monaco (TER PACA)